# Charles-Auguste Verminck
Charles-Auguste Verminck  (1827-1911) était le plus important industriel, armateur et négociant du port de Marseille dans les années 1870, à la tête du secteur de l’arachide. Fondateur des Établissements Verminck, devenus la Compagnie du Sénégal et de la Côte occidentale d'Afrique, cette entreprise compte durant cette décennie 400 salariés, 4 usines et une vingtaine de navires, implantée en Guinée, au Sénégal et au Sierra Leone. En 1881, elle compte 700 salariés, deux huileries et une flottille d'une trentaine de navires. Ses envoyés, parmi lesquels Marius Moustier (1852-1886), dit Loni furent à l'origine de la découverte des sources du Niger.

## Biographie
Charles Auguste Verminck est le fils de Charles Verminck (1799-1880), un modeste instituteur belge né le 17 octobre 1799 à Poperinge en Belgique, gros bourg proche de la frontière française, déménagea d'abord en Picardie, à Mortagne, vers Montrouge et enfin à Luynes près d'Aix-en- Provence. Plus attiré par l'enseignement que par le sacerdoce, il obtient d'enseigner dans quelques familles de Fuveau grâce au curé de la paroisse et ouvre le 20 février 1824 la première école du village dans l'ancien château des Peysonnel.
Son fils Charles-Auguste, né le 24 avril 1827 débute comme modeste employé d’une maison de commerce marseillaise, dès 14 ans. Puis il s’expatrie sur la côte ouest-africaine à 16 ans en 1843 : il y travaille chez divers marchands avant de créer, en 1845, les Établissements Verminck, qui ont installé leur premier comptoir au Sénégal la même année puis déploient des factoreries en Sierra Leone, au Liberia, en Côte d’Ivoire et au Nigeria.
Négociant dès son plus jeune âge, il devient aussi très rapidement fabricant d’huiles d’arachides, à partir de 1862 à Marseille. Il reprend l’huilerie Rocca en 1869, puis en 1877 les actifs africains du négociant et banquier marseillais Jean-Baptiste Pastré dans la future Guinée (au Rio Nunez et en Mellacorée, le fleuve de Guinée éponyme). Ensuite, il se fait aussi armateur, s'équipant d'une flotte oscillant entre une douzaine et une trentaine de voiliers au début des années 1870. Son parcours et son succès s'apparentent à d'autres négociants marseillais, à une époque où les importations d'oléagineux qui alimentent les huileries de la Cité phocéenne proviennent pour une part non négligeable de l’Ouest africain, jusqu'à 41 % (127 200 tonnes) en 1881.
En 1879, il finance l'expédition de Josua Zweifel et Marius Moustier pour découvrir les sources du Niger, aux confins de la future Guinée et de la Sierra Leone. Josua Zweifel n’est autre que le directeur de son usine à Rotombo, en Sierra Leone, tandis que de Marius Moustier est le directeur du comptoir de Boké sur le rio Nunez, en Guinée. Il parle couramment les deux langues principales des contrées traversées, le soussou et le peul. L’expédition quitte Rotombo le 8 juillet 1879. Le 1er octobre, à quelques kilomètres de la colline sacrée Tembi d’où jaillit la source sacrée du Dhioliba (ou Niger) dans un petit lac, ils apprennent qu’ils ne pourront entrer au Tembi Coundou. Avant de quitter le village de Foria, sur le chemin du retour, ils gravent profondément sur un des plus beaux arbres de la forêt voisine l'inscription attestant de leur passage.
Fondés en 1845, les Établissements Verminck changent de nom lors de la création de la Compagnie du Sénégal et de la Côte occidentale d'Afrique en 1881, une société anonyme au capital de quinze millions de francs, permise par la loi de 1867, dont le siège social est à Paris et qui reçoit des subventions de Léon Gambetta. Ses apports ont été rémunérés par la détention de 36 % du capital-actions et par la présidence du conseil d’administration.
Mais dès octobre 1884, affaiblie par une guerre des prix en raison de la vive concurrence des maisons anglaises actives depuis la Sierra Leone, aggravée par la crise économique causée par la faillite de l'Union Générale, la Compagnie du Sénégal et de la Côte occidentale d'Afrique revend une partie de ses actifs africain à l'United African Company (en), anglaise. Le dirigeant de la compagnie, Frédéric Bohn, gendre de Charles-Auguste Verminck, fonde une nouvelle entreprise consacrée au commerce, la Compagnie française d'Afrique occidentale.
Le fils aîné de Charles-Auguste Verminck, appelé comme son grand-père Charles Verminck, dirige une des agences commerciales que Verminck crée en Angleterre, mais ne reste que deux ans dans ce pays. Les usines de transformation de l'arachide fondées par Charles-Auguste Verminck vont garder son nom bien après sa mort et seront ensuite fusionnées avec d'autres usines marseillaises, celles de Rocca Tassy & De Roux pour fonder le groupe Unipol.